# Pilefyndet

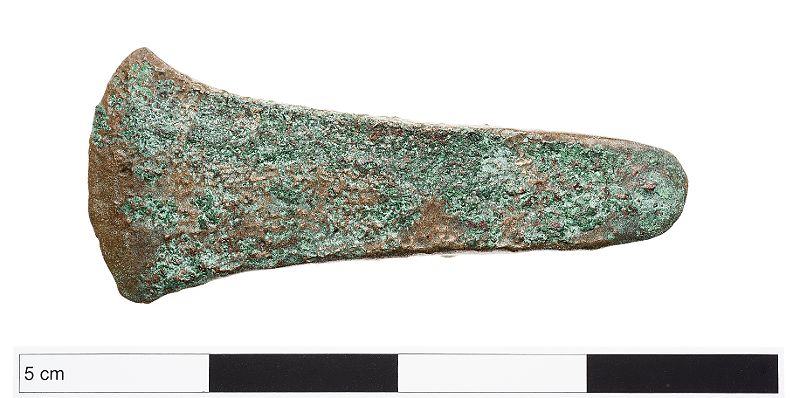
En av yxorna i Pilefyndet. Den är tillverkad i Skandinavien och består av en kopparlegering men tennhalten är låg. Se fler bilder under externa länkar (Flickr)

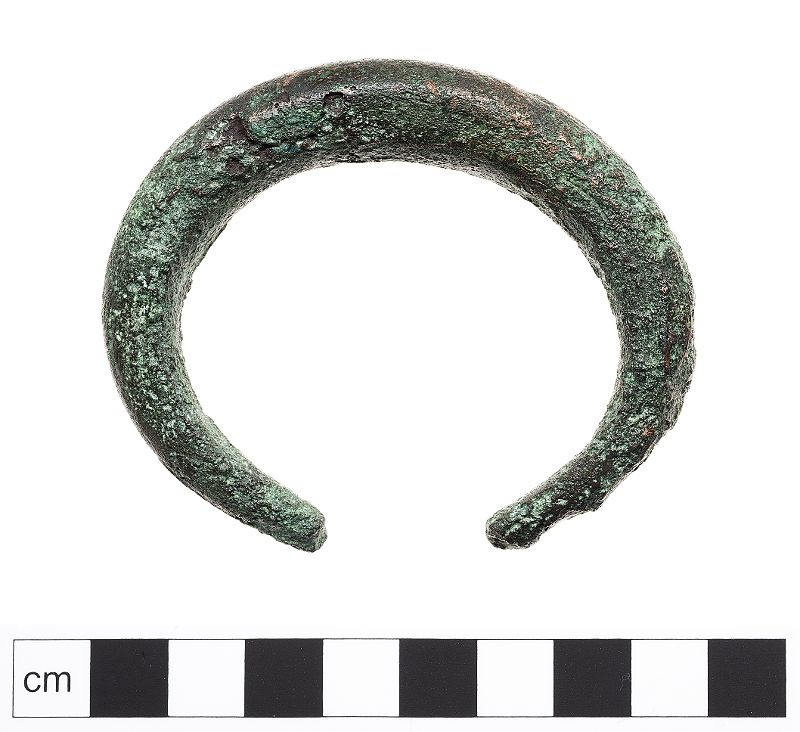
Ring av brons.

Pilefyndet räknas som ett av de äldsta fynden från bronsåldern i Skåne. Dateringsmässigt tillhör det egentligen övergången från stenåldern till bronsåldern. År 1864 plöjde åbon Hans Olsson i Pile by i Tygelsjö socken söder om Malmö fram ett stort depåfynd. Vid höstdikningen av en åker stötte plogen på "metallsaker som skramlade".
Fyndet kan dateras till tiden mellan cirka år 1950 och 1700 före Kristus. Det vägde 5,86 kg och är det första stora verkstadsfyndet i metall från Sverige (Oscar Montelius schema, period I). I fyndet finns tretton yxor (yxblad), fem dolkar och två armringar. En av armringarna har haft en dekor av räfflor, det andra är tillverkat av dubbelvikta metalltrådar. Dolkarna är fragmentariska och var troligen tänkta att gjutas om.
Det längsta yxbladet är 21 cm. Flertalet av yxorna i fyndet är troligen tillverkade i Skandinavien men typen av yxa finns i stora delar av västra Europa under denna tid. Yxtypen har låga sidokanter och är på bredsidan ornerade med täta ränder, parallellt med eggen. Yxor av denna typ som hittats i övriga Sverige brukar kallas för yxor av "piletyp". 
En av yxorna kommer inte från Skandinavien utan från Irland. Det har kunnat fastställas genom analys av andelen tenn och koppar i legeringen. Metallråvarorna till samtliga föremål är brutna på olika håll i Mellaneuropa, England och Irland. Utöver de nämnda föremålen finns sex så kallade ringformiga ämnen i fyndet. De liknar närmast arm- eller halsringar och anses vara halvfabrikat eller råvaror tänkta att gjutas till föremål.
Vid upptäckten överlämnades fyndet till Statens historiska museum i Stockholm och Hans Olsson fick 50 riksdaler i inlösen. Föremålen är idag utställda på Historiska museet.